# Linden (Gerhardshofen)
Linden ([ˈlɪndn̩] ) ist ein Gemeindeteil der Gemeinde Gerhardshofen im Landkreis Neustadt an der Aisch-Bad Windsheim (Mittelfranken, Bayern). Linden liegt in der Gemarkung Kästel.

## Geografie
Durch das Dorf fließt der Schleiergraben, ein rechter Zufluss des Reisigbachs, der wiederum ein rechter Zufluss der Aisch ist. Im Norden erhebt sich die Holzspitze, 1 km südlich erhebt sich der Steinberg (346 m ü. NHN). Eine Gemeindeverbindungsstraße führt nach Birnbaum zur Staatsstraße 2259 (1,1 km westlich) bzw. zur St 2259 (0,7 km südlich).

## Geschichte
Der Ort wurde im Lehenbuch des Hochstifts Würzburg, das im Zeitraum zwischen 1303 und 1317 entstanden ist, als „Linten“ erstmals urkundlich erwähnt. Lehensträger waren zu dieser Zeit Ulrich von Eisch und Konrad Heider, die beide dort einen Zehnten hatten. 1509 erbte Heinrich von Aurach Höfe und Weiher in diesem Ort.
Gegen Ende des 18. Jahrhunderts gab es in Linden 18 Anwesen. Das Hochgericht und die Dorf- und Gemeindeherrschaft übte das brandenburg-bayreuthische Kasten- und Jurisdiktionsamt Dachsbach aus. Grundherren waren das brandenburg-bayreuthische Verwaltung Birnbaum (7 Güter, 2 Häckersgüter) und die Würzburgische Juliusspital-Verwalteramt Burgbernheim (1 Schäferei, 1 Hof, 2 Güter, 5 Tropfhäuser).
Von 1797 bis 1810 unterstand der Ort dem Justizamt Dachsbach und Kammeramt Neustadt. Im Rahmen des Gemeindeedikts wurde Linden dem 1811 gebildeten Steuerdistrikt Dachsbach zugeordnet, ab 1813 gehörte es dem Steuerdistrikt und der Ruralgemeinde Birnbaum an. Mit dem Zweiten Gemeindeedikt (1818) wurde es der neu gebildeten Ruralgemeinde Kästel zugewiesen. Am 1. Juli 1971 wurde diese im Zuge der Gebietsreform in Bayern nach Gerhardshofen eingemeindet.

### Ehemaliges Baudenkmal
- Haus Nr. 19: eingeschossiges Wohnstallhaus mit Ecklisenen, Gurtband, Quadersockel; breite Fenstergewände, im Türsturz „1847“[10]

### Einwohnerentwicklung
| Jahr      | 001818 | 001840 | 001861 | 001871 | 001885 | 001900 | 001925 | 001950 | 001961 | 001970 | 001987 | 002016 | 002020 |
| Einwohner | 126    | 142    | 135    | 133    | 147    | 114    | 145    | 125    | 112    | 112    | 111    | 131    | 132    |
| Häuser    | 22     | 23     |        |        | 29     | 26     | 26     | 27     | 27     |        | 29     |        |        |
| Quelle    | [ 12 ] | [ 13 ] | [ 14 ] | [ 15 ] | [ 16 ] | [ 17 ] | [ 18 ] | [ 19 ] | [ 20 ] | [ 21 ] | [ 22 ] | [ 23 ] | [ 1 ]  |

## Religion
Der Ort ist seit der Reformation evangelisch-lutherisch geprägt und bis heute nach St. Peter und Paul (Gerhardshofen) gepfarrt.